# Stazione di Lezza-Carpesino
Stazione di Lezza-Carpesino vasútállomás Olaszországban, Lombardia régióban, Erba településen.

## Vasútvonalak
Az állomást az alábbi vasútvonalak érintik:
- Milánó–Asso-vasútvonal

## Kapcsolódó állomások
A vasútállomáshoz az alábbi állomások vannak a legközelebb:
- Stazione di Erba